# (8761) Crane
(8761) Crane ist ein Asteroid des inneren Hauptgürtels, der am 25. März 1971 von dem niederländischen Astronomenehepaar Cornelis Johannes van Houten und Ingrid van Houten-Groeneveld entdeckt wurde. Die Entdeckung geschah im Rahmen der 1. Trojaner-Durchmusterung, bei der von Tom Gehrels mit dem 120-cm-Oschin-Schmidt-Teleskop des Palomar-Observatoriums aufgenommene Feldplatten an der Universität Leiden durchmustert wurden, elf Jahre nach Beginn des Palomar-Leiden-Surveys.
Nach der SMASS-Klassifikation (Small Main-Belt Asteroid Spectroscopic Survey) wurde bei einer spektroskopischen Untersuchung von Gianluca Masi, Sergio Foglia und Richard P. Binzel bei (8761) Crane ermittelt, dass es sich um einen der seltenen V-Asteroiden handeln könnte.
(8761) Crane ist nach dem Kranich (Grus grus) benannt, der in englischer Sprache Crane heißt. Die Benennung des Asteroiden erfolgte am 2. April 1999. Der Grund der Namenswahl: Bei Benennung war der Bestand der Kraniche in Europa gefährdet.